# Zbyněk Honzík
Zbyněk Honzík (* 17. října 1967 Vrchlabí) je bývalý český filmový herec, později působící jako asistent režie.

## Filmografie
- Jako zajíci (1981)
- Levé křídlo (1983)
- My všichni školou povinní (1984)
- Čarovné dědictví (1985)
- Jsi falešný hráč (1986)
- Lev s bílou hřívou (1986)
- Panoptikum města pražského (1986)
- Don Gio (1992)

### Asistent režie
- Proč? (1987)